# Gromkaja svjaz
Gromkaja svjaz (Громкая связь) je ruský hraný film z roku 2019, který režíroval Alexej Nužnyj podle italského filmu Naprostí cizinci z roku 2016. Snímek měl premiéru dne 14. února 2019.

## Děj
Sedm přátel se jednoho letního dne sjíždí na večeři do venkovského domu na pozvání. Během konverzace u stolu muži sebevědomě prohlašují, že před svými ženami nemají žádná tajemství. A tak hostitelka, povoláním psycholožka, nabídne, aby si společně zahráli hru: mobilní zařízení všech se položí uprostřed stolu a všechny zprávy, e-maily a konverzace všech budou zveřejněny ostatním. Hra postupně nabírá ostřejší a temnější obrátky, jak se začínají odhalovat tajemství jejích účastníků.

## Obsazení
| Kamil Larin        | Lev                   |
| Marija Mironova    | Eva, jeho žena        |
| Rostislav Chait    | Boris                 |
| Irina Gorbačjova   | Alina, jeho žena      |
| Leonid Barac       | Vadim                 |
| Anastasija Ukolova | Jekaterina, jeho žena |
| Alexandr Děmidov   | Dimitrij              |